# Fabrytschne (Polohy)
Der ukrainische Ort Fabrytschne (ukrainisch Фабричне, russisch Фабричное) geht auf das russlandmennonitische Dorf Fabrikerwiese zurück.

## Fabrikerwiese
Das Dorf entstand vermutlich mit der Gründung der letzten Dörfer der Kolonie Molotschna Hamberg und Klippenfeld, zwischen 1863 und 1869. Möglicherweise diente das Land vorher als Weide für eine Fabrik in Halbstadt. Es gibt Hinweise auf eine seit 1807 bestehende Schäferei in der Nähe von Fürstenau. Auf einer Landkarte von 1836 wird die Gegend zwischen Fürstenau und Schönsee als Schäferei zur Tuchfabrik in Halbstadt ausgewiesen, was auch mit einer Karte von 1856 übereinstimmt. 1908 gab es einen Wagenhersteller, einen Hersteller von Gebläsemühlen und Entkernern, eine Kornreinigung und eine Ziegelei. Es sind einige mennonitische Wohnhäuser erhalten.